# 托氏波魚
托氏波魚（学名：Rasbora tornieri）為輻鰭魚綱鯉形目鯉科的一個種，分布於亞洲中南半島、馬來半島及印尼，體長可達17公分，棲息在低地溪流、溝渠或池塘，以昆蟲為食，可做為食用魚。